# Anthophora forbesi
Anthophora forbesi är en biart som beskrevs av Cockerell 1907. Anthophora forbesi ingår i släktet pälsbin, och familjen långtungebin. Inga underarter finns listade i Catalogue of Life.